# Astrokemija
Ástrokemíja je študija o izobilju in reakcijah molekul v vesolju ter njihovih interakcijah s sevanjem. Ta veda prekriva astronomijo in kemijo. Beseda »astrokemija« se lahko uporablja tako za Osončje kot medzvezdno snov. Študija izobilja elementov in razmerja izotopov predmetov Osončja, kot so meteoriti, se imenuje tudi lozmokemija, medtem ko se študijo medzvezdnih atomov in molekul in njihovih interakcij s sevanjem včasih imenuje molekularna astrofizika. Oblikovanje, atomska in kemijska sestava, evolucija in usoda molekularnih oblakov so posebnega pomena, saj se iz teh oblakov oblikujejo osončja – zvezdni sistemi.